# シンジュガヤ属
シンジュガヤ属(Scleria)は、カヤツリグサ科の属の一つ。

## 特徴
立ち上がる茎を持つ多年草または一年草で、茎は三角形で、細長い葉が節ごとにつき、葉の基部は葉鞘となる。
花序は円錐花序で、茎の先端か葉の腋に生じる。花には雄花と雌花の区別がはっきりあり、両性花はない。
雌花は鱗片と雌蘂のみからなり、柱頭は三個。果実は熟すると大きく膨らんで鱗片からはみ出し、基部には三裂する基盤があり、ここから脱落する。

## 分類
この属には約200の種が熱帯域を中心に知られている。
日本には8種が知られる。大きくは二つの形がある。ひとつは地下に根茎のある多年草で、花序は主に先端に出る。
- シンジュガヤ(S. levis Retz.)は高さ60-80cmになる多年草で、全体にざらつく。茎を抱く葉鞘にはっきりしたヒレが出る。湿った草原に出現、本州南端部から琉球列島、中国からオーストラリアまで広範囲に分布。名前は果実が丸くて白いことから。
- オオシンジュガヤ (S. terrestris (L.) Fass.)は全体にシンジュガヤに似るが、背丈は1mを越え、一回り大柄になる。葉の鞘にヒレが出ないのが区別点。草原から森林周辺まで湿ったところに見られる。屋久島以南の南西諸島からインド、オーストラリアまで。
- クロミノシンジュガヤ(S. sumatorensis Retz.)は、日本では南北大東島の中央の湿原でのみ知られている。オオシンジュガヤより大きくなり、果実は赤褐色。台湾からインド、ミクロネシアに分布。

もう一つは、地下茎を持たない一年草で、きゃしゃな植物。花序は小さめで、葉腋の小枝か、小さな穂状に見える。
- コシンジュガヤ(S. parvula Steud.)は、背丈は50cm程まで伸びるが、ひょろひょろした草で、時には他の草によりかかって伸びる。本州から九州、朝鮮から中国、インドネシア、インド、アフリカに分布。
- ミカワシンジュガヤ(S. mikawana Makino)はこれに似て葉鞘にヒレが出ない。本州中部以西、九州、インド、ニューギニア、アフリカに分布。
- ケシンジュガヤ(S. rugosa B. Br.)はさらに小さく、せいぜい30cm。全体に毛がある。本州南部から琉球、台湾、朝鮮、マレーシア、インド、オーストラリアに分布。
  - マネキシンジュガヤ var. glabrescense (Koidz.) Ohwi et T. Koyamaはこれに似てほとんど毛がない。
- カガシラ (S. caricina (B.Br.) Benth)は、それより小さく、20cm以下。花序はごく小さく、葉腋につき、穂状花序になる。この種は果実が小穂に包まれて脱落するなど、やや異なった特徴があり、カガシラ属(Diplacrum)として区別されることもある。本州南部から琉球、台湾、朝鮮、マレーシア、インド、オーストラリアに分布。日本では珍しい植物で、絶滅危惧種に指定されている。

なお、熱帯アメリカには蔓性で10mにもなる種がある。